# ノルディックウォーキング

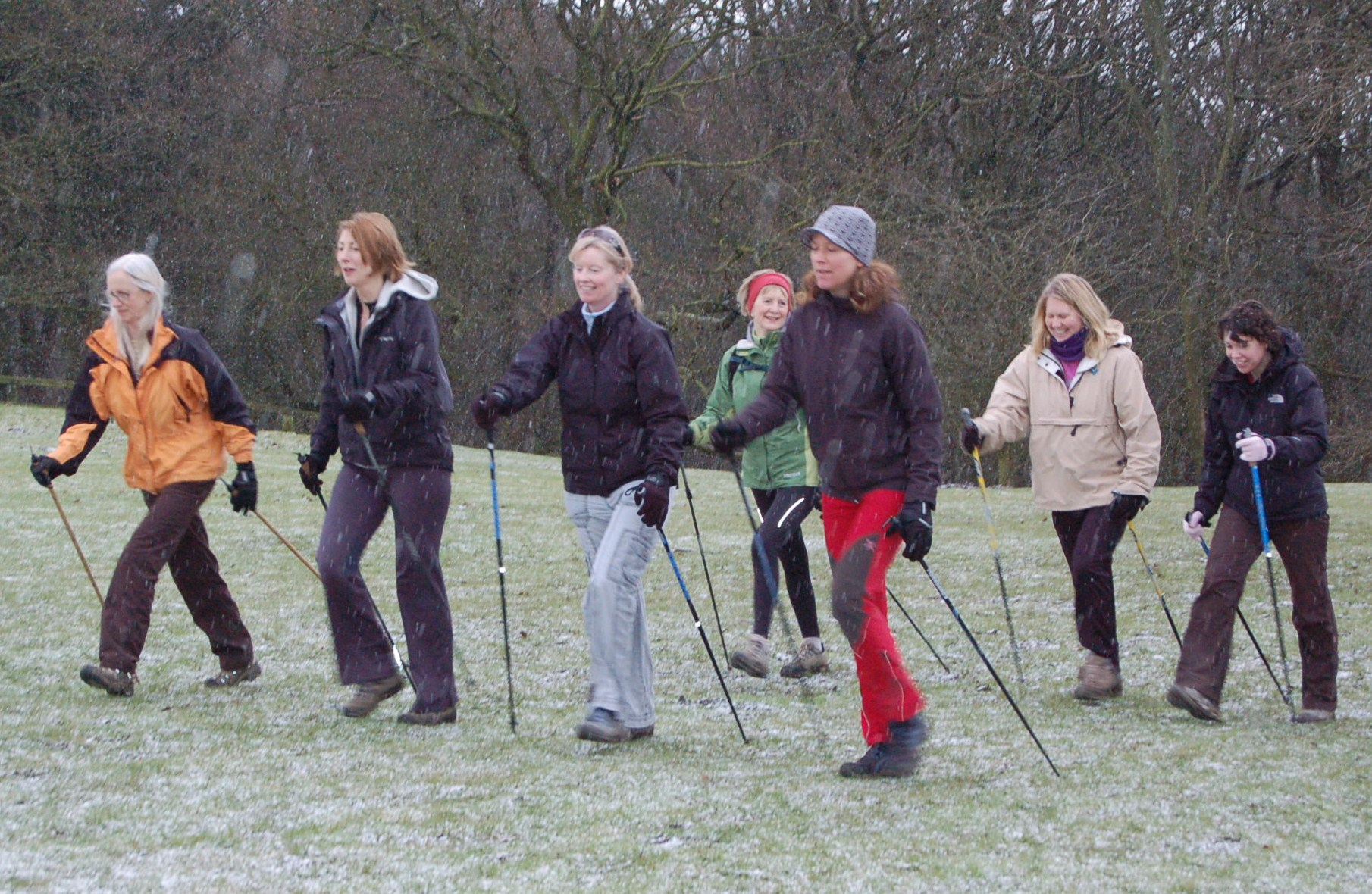
雪が舞う中でノルディックウォーキングをする人たち

ノルディックウォーキング（英語: Nordic walking、フィンランド語: sauvakävely）は、2本のポール（ストック）を使って歩行運動を補助し、運動効果をより増強するフィットネスエクササイズの一種である。もとは、クロスカントリーの選手が、夏季の体力維持・強化トレーニングとして、ストックと靴で積雪のない山野を歩き回ったのが始まりである。北欧ではスキーウォーキング、ポールウォーキングとも呼ばれる。日本国内ではポールを突いて後方に押し出して推進力にするものをノルディックウォーキング、前方に突いて歩行を補助するものをポールウォーキングやノルディックウォークと呼び、ポールウォーキングやノルディックウォークは本来のノルディックウォーキングとは区別される。
なお、登山にもトレッキング用のポールを用いる類似のスタイルがあるが、ノルディックウォーキングが比較的緩やかな山野のフィールドでフィットネス運動を主目的として行なわれるのに対し、トレッキングを目的とする場合はよりハードな位置付けになっている。それに合わせ、使用するポール自体も衝撃吸収性や強度などを含めて設計が異なる。

## 発祥
ノルディックウォーキングはオフシーズンのスキートレーニングとして、1930年代に始まった。ポールを持って丘を歩くという方法が確立した結果、北欧のスキーヤーたちは1年中トレーニングができるようになった。ノルディックウォーキングで使用するポールには下肢への負担を減らす役割もあり、北欧では老若男女誰でも親しめるスポーツレクリエーションとなった。
1997年にフィンランドで2本のポールを使用したウォーキングを「ノルディックウォーキング」と定義し、本格的に普及活動が始まった。現在では、800万人（2007年：INWA資料による）を越える人々がノルディックウォーキングを楽しんでいる。フィンランドでは、総人口の16%以上の人たちが週1回ノルディックウォーキングをしていると言われている。日本においても近年、エクササイズやフィットネスの1つとして広がりを見せている。

## 利点
ノルディックウォーキングの最大利点は、年齢性別を問わず気軽に楽しめ、エクササイズの効率が非常に良いことである。一般的な歩行運動と異なり、上半身の筋肉もより積極的に使われて首や肩の血行も促進され、鍛えることができる。全身の約90%の筋肉を使用する有酸素運動を、疲れをあまり感じることなくより長い時間行える。1分間に110歩程度の速度で歩けば、普通のウォーキングに比べてエネルギー消費量が平均20%ほど高くなる。心拍数が1分間に120から150ぐらいの強度の運動が可能である。ウォーキングでは1時間に約280カロリー程度しか消費しないが、1分間に120歩程度のペースで上半身の力を有効に使って歩幅を大きく取って歩けば、約400カロリー程度まで引き上げることが可能となる。そのため、レキなどのポールメーカーの説明書には、エネルギー消費量が40%から50%アップするという数値が載っている。メタボリックシンドローム対策として有効である。
足首・膝・腰などへの負担が最大40%軽減されたという研究結果が報告されており、足腰に故障を抱える人や心臓病など循環器系の病気のリハビリの運動にも適している。体幹の筋肉群を強化できるので、腰痛の軽減などに効果があるとされているが、間違った歩き方や、ポールの長さの設定が適切でないことが原因で、過剰な負荷が加わる無理な運動をすると、かえって腰痛を悪化させることもあるので、注意を要する。
ポールを持つことにより歩行姿勢が正され、呼吸も整うため、歩行禅のように用いることも可能である。自然環境や街中など、日常生活のなかでどこでも行なえるという利便性がある。
バランス感覚が落ちている高齢者が用いれば、バランスの維持をサポートして転びにくくできる。

## 道具
ポールの長さは身長×0.68が目安。ポールの先を地面に垂直に立て使用者の肘が約90度になる長さを選択する。この長さと大幅に異なる場合は膝や背中の負担が増し、エクササイズの効果が下がる。ノルディックスキートレーニングの場合は実際のスキーのポールのように少し長いものを使用することがあるが、歩行者の年齢や姿勢などによっては少し短いものを使用することもある。
ノルディックウォーキング専用のポールには、指の部分がないストラップが付属しており、それほど強く握らずにポールをコントロールできる仕組みになっている。ポールを後方に押しやるときに突き放すように握力を抜いても、ポールが手から離れないため、ほとんどポールを握る力を使わずに前方に引き戻すことが可能となる。十分脱力したリラックス状態を作ることで、肩の緊張が取れてスムーズな運動が可能となる利点がある。専用ポールには、ストラップをワンタッチで着脱できるなど、利便性を考えた工夫がされたものや、転倒時にストラップが手から離れないことでおこる怪我を防止するためへの工夫がされたものがある。また、大半の製品はSGマークを取得しており、安全性の追求がなされている。
ポールの先端はメタルチップが付いているが、通常は滑り止めのゴムチップを被せて使うようになっている。安全性や腕への衝撃の緩和、木道や床などに傷を付けないための配慮である。
トレッキング用ポールと同じような、衝撃吸収スプリングがシャフトに内蔵されたタイプもあるが、軽量でしなりの良い素材を用いたものが登場したことにより、フィットネス目的程度の使用では必要がなくなってきている。どうしても衝撃による疲労の蓄積が気になる場合には、ジェルが内蔵された自転車競技用のグローブとストラップを組み合わせることで、衝撃を吸収することも可能である。

## 歩行方法

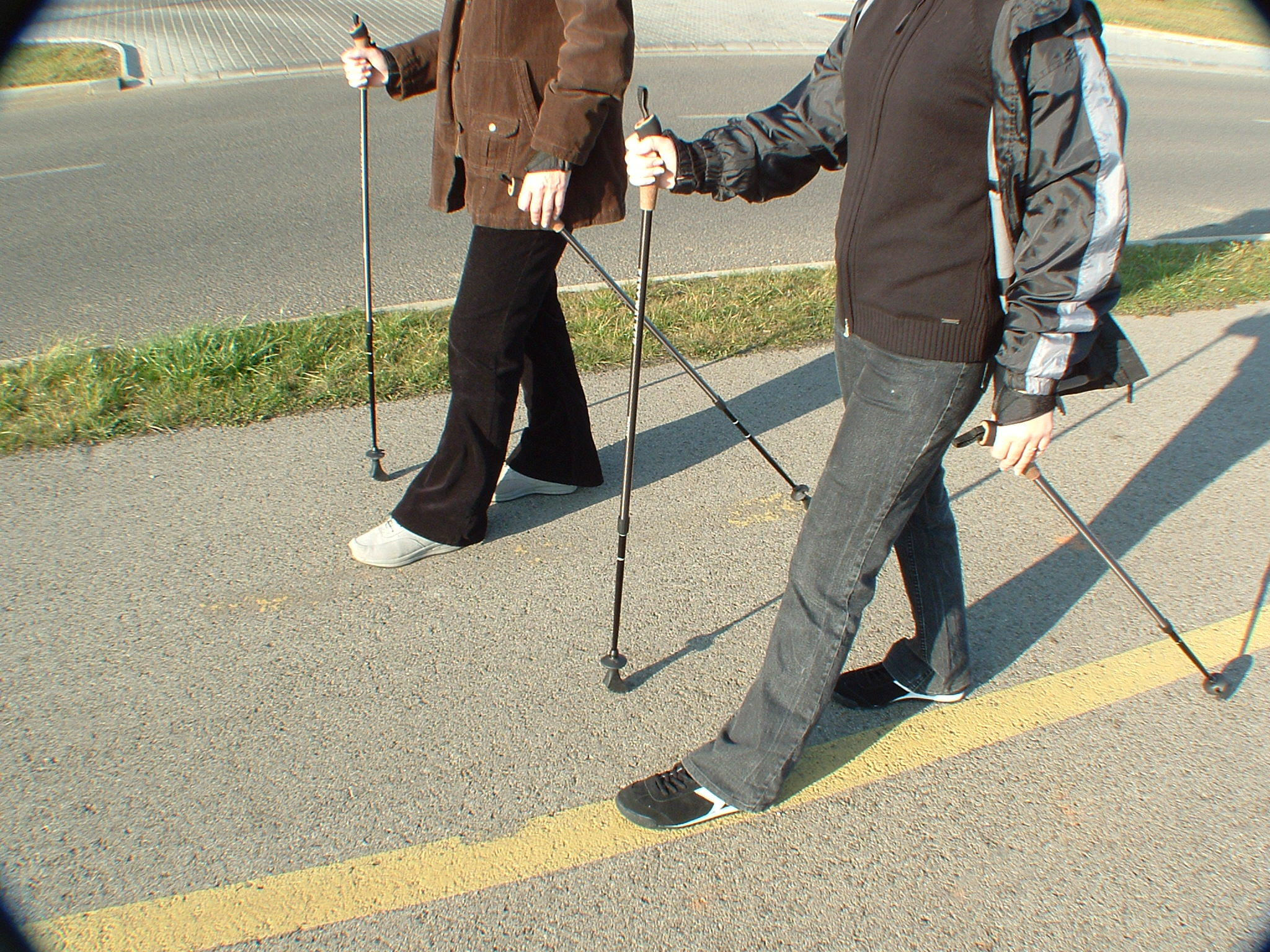
ハンガリーにおけるノルディックウォーキング

動作の基本は通常のウォーキングであるが、歩行中の前脚の踵付近か、さらに後ろの地面にポールを突き、そのまま後方に押し出して推進力とする。このため、通常のウォーキングよりも歩幅がやや大きくなり、歩行速度が上昇する。後方に押しやるときに、手のひらを開いて力を抜き、そのまま楽な状態で前方に腕を戻すなど、幾つかのノウハウが存在する。一方、体幹よりも前にポールを突く動作は「ポールウォーキング」として区別され、使用するポールの形状も異なる。
歩行方法の教育には「テンステップ・プログラム」といわれる、国際ノルディックウォーキング協会 (INWA) が定める標準指導法により行われることが多い。気軽に始められる単純なスポーツである一方、効果的な歩行方法として動作を完全に習得するのは意外に困難であるため、専門の教育を受けた指導者による講習会も日本各地で行われている。指導者資格としては、INWAが認定する上位のインストラクター資格、日本ノルディックフィットネス協会 (JNFA) が認定する下位・中位のインストラクター資格、日本ポールウォーキング協会が認定するベーシック・アドバンスコーチ資格などがある。

## 日本における普及
古くから2本のストック状のものを使用した歩行方法は「ノルディックウォーキング」や「Exerstriding」、「ポールウォーキング」などの様々な名称で知られていたが、日本国内においては1980年代半ばより、これらを「ストックウォーキング」と総称し、一部の研究者より効果的な健康増進方法として提案されていた。椎間板ヘルニアで下肢に軽度の麻痺がある人が、1994年頃から国内でも見られ始めたトレッキング用のストックとインラインスケートを組み合わせたスキーのオフシーズンのトレーニングに着眼し、これを市街地の移動やフィットネス運動の手段に転用することを思いついた後、タウンモビリティと呼ばれる福祉活動のなかで、両手に杖を持って靴で歩くメリットなどを紹介する動きが見られた。一般に知られるようになったのは、1999年に北海道大滝村でスキージャンプのフィンランド人コーチが「ノルディックウォーキング」として伝えたのがきっかけと言われているが、詳細は不明である。
その後、日本国内では北日本を中心に細々と行われていたが、2004年ごろから「大滝村ノルディックウォーキング協会」のサイトなどを中心に、活発な情報交換が行なわれるようになり、「北欧発の健康法」としてノルディックウォーキングが、介護予防や生活習慣病予防対策のコンテンツとしてにわかに注目されるようになった。2003年7月に「NPO法人日本ノルディックウォーキング協会」がノルディックウォーキングの普及、振興目的の為に設立された。2006年12月には整形外科専門医安藤邦彦スポーツドクターにより「日本ポールウォーキング協会」が設立され、専用ポールを前につくことによって転倒予防と運動機能改善を主目的としたポールウォーキングが確立された。また、医療・健康福祉・運動分野の関係者の努力とフィンランド政府のバックアップにより、仙台フィンランド健康福祉センター内に「日本ノルディックフィットネス協会」が2007年にINWAの認定する第18か国目の団体として設立された。
社団法人日本ウオーキング協会の部会として発足した一般社団法人全日本ノルディックウォーク連盟では、従来のノルディックウォーキングに学術的な研究を重ねて日本独自のポール開発を行い、従来のノルディックウォークを「アグレッシブタイプ」、前方にポールを着くポールウォークを「ディフェンシブタイプ」と定義した団体として、日本独自のウォーキング健康法としての普及を行っている。
北海道（積極的な放送局があるため）や東北、甲信越などを中心に広まっているが、九州・沖縄地方でも普及が見られる。現在の日本でのノルディックウォーキング人口は、約4万人とされる（2008年：JNFA資料による）。
ノルディックウォーキングへの取り組み形態として、1個人単位で好みのルートで自由にフィットネスウォーキングとして取り組まれる例もあれば、スポーツ用品販売事業者などの企業がマーケティング上のコンテンツとしてサークルや教室を主催するケースや、愛好家グループがサークルや任意団体を組織しているケース、NPO（特定非営利活動法人）として具体的に地域社会への貢献をテーマとして取り組まれているケース、そして行政サービスのコンテンツの一部として取り組まれているケースなどが見られる。
取り組み意識の傾向としては、シェイプアップやボディビルドアップなどのフィットネス意識の高いグループや団体と、コミュニティ内のコミュニケーション促進のレクリエーションコンテンツとしてノルディックウォーキングを意識したグループや団体、リハビリや介護予防対策の運動として意識しながら緩やかな取り組みを行うグループや団体などが存在するが、いずれを主目的とした場合でも、副次的な動機が複合的に存在し、明確に線引きが可能な状況にはなっていない。